# Simulium trifasciatum
Simulium trifasciatum es una especie de insecto del género Simulium, familia Simuliidae, orden Diptera.

## Distribución
Se distribuye por Europa.

## Taxonomía
Fue descrita científicamente por Curtis, 1839. Fue publicada en British Entomology ... Vol. 16. Pls 762-765.